# St Antholin, Budge Row

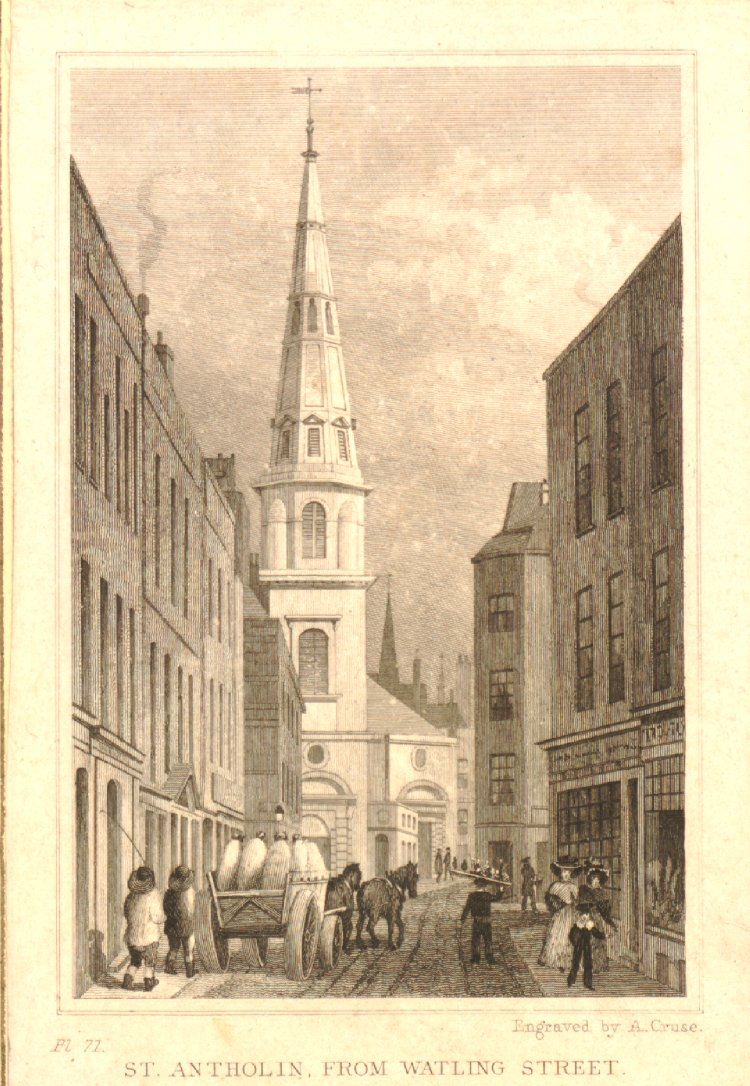
St Antholin

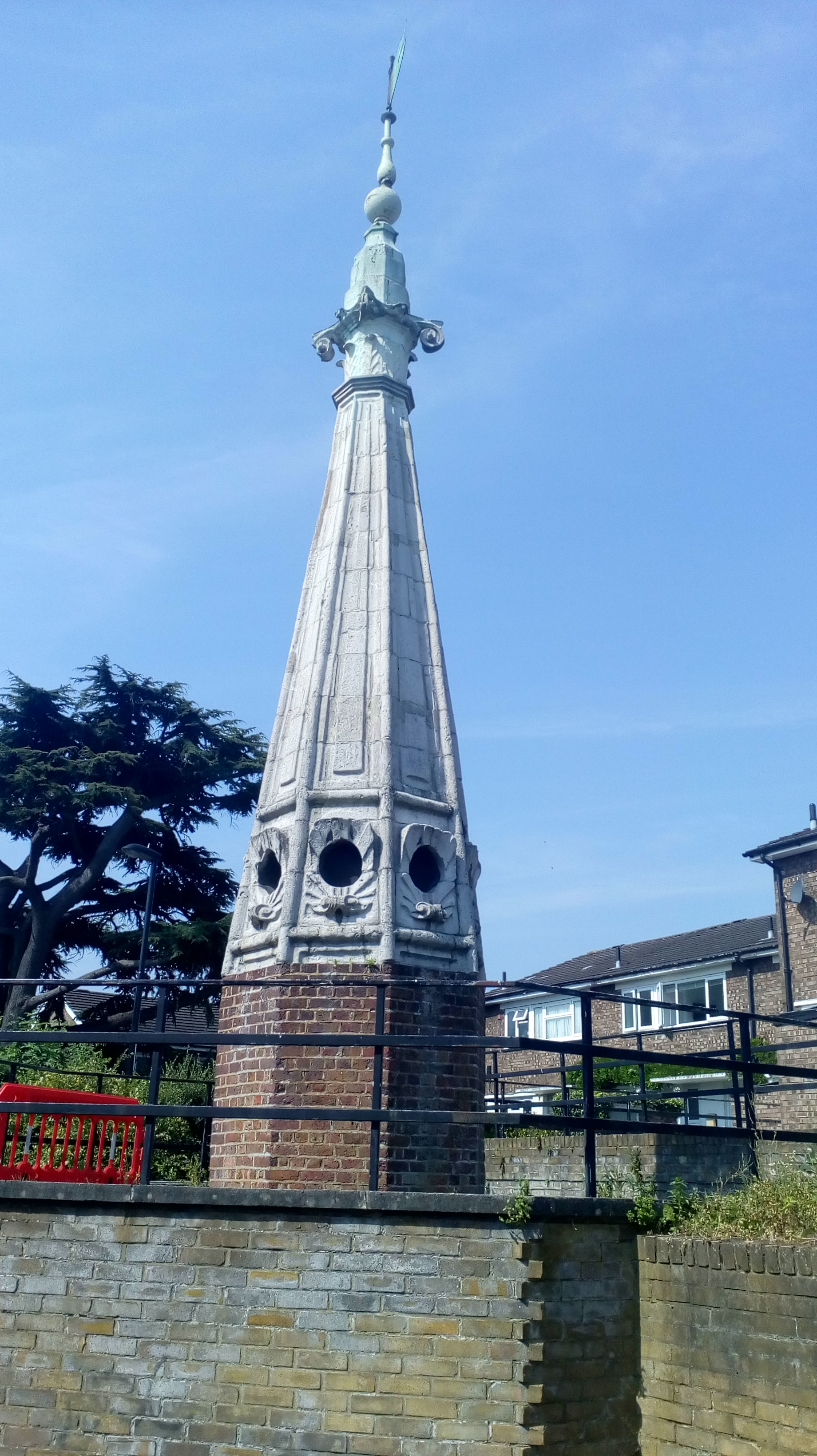
Die Turmspitze

Grundrisszeichnung 1678

St Antholin, Budge Row war ein anglikanisches Kirchengebäude im Londoner Innenstadtbezirk City of London.

## Geschichte
Die 1119 erstmals erwähnte, dem hl. Antonius geweihte Kirche in der Budge Row war um 1400 durch einen spätgotischen Neubau ersetzt worden. Beim Großen Brand von London 1666 wurde dieser mittelalterliche Kirchenbau zerstört und anschließend von 1678 bis 1684 durch Christopher Wren wiederaufgebaut, eine Grundrisszeichnung von 1678 des Wren-Mitarbeiters Thomas Laine ist im All Souls College, Oxford erhalten. Einem Rechteck mit abgeschrägter Eingangsseite ist ein Kranz von acht Säulen eingestellt, der eine leicht ovale Kuppel trug. 1686 bis 1688 entstand nach Plänen von Nicholas Hawksmoor anstelle eines einfachen Kuppelabschlusses der steinerne Steilhelm des Turms.
1829 wurde der durch ein korinthisches Kapitell bekrönte obere Abschnitt des Turmhelms erneuert und das Original nach Sydenham übertragen, wo es sich erhalten hat. Das 1860 verabschiedete Gesetz zur Reduktion der Zahl der Londoner Pfarrkirchen (Union of the Benefices Act) führte 1875 zur Zusammenlegung der Pfarrei mit der benachbarten St Mary Aldermary und zum Abbruch der Kirche, um zugleich Raum für den Straßendurchbruch der Queen Victoria Street zu schaffen. Das Patrozinium wurde an die neuerrichtete Kirche St Antholin's Nunhead in Peckham übertragen, die auch Teile des Inventars übernahm.